# Karl Mack von Leiberich

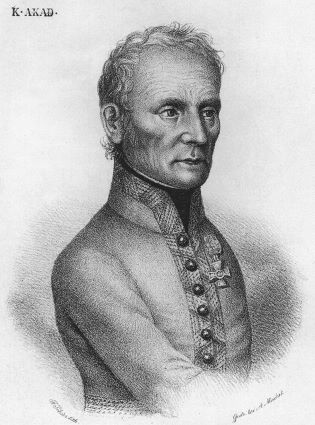
Karl Mack von Leiberich

Karl Mack, Freiherr von Leiberich (Nennslingen, 24 augustus 1752 - Sankt Pölten, 22 oktober 1828) was een Oostenrijks generaal.

## Beginjaren
Hij nam in 1770 als foerier dienst bij het 2e regiment karabiniers van het Oostenrijks leger.
In 1778 werd hij adjudant van vorst Kinsky en later van Franz Moritz Graf von Lacy. Hij was majoor toen hij vocht in de Turkenoorlog van 1787 tot 1792. In 1789 werd hij keizerlijke vleugeladjudant. Na de val van Belgrado werd hij kolonel.
In 1792/1793 diende hij in de Nederlanden als adjudant van prins Frederik Jozias van Saksen-Coburg-Saalfeld. In maart 1793 onderhandelde hij met Charles-François Dumouriez over diens overlopen.

## Rome
1794 leidde hij als kwartiermeester van de keizer de veldtocht en werd in 1797 luitenant-veldmaarschalk. Na de Vrede van Campo Formio in 1797 kreeg hij van de koning van Napels Ferdinand I het opperbevel over de Napolitaanse troepen. In november sloeg hij de Fransen onder Jean-Étienne Championnet terug en bezette hij Rome. Het Frans garnizoen in de Engelenburcht dwong hem echter tot de terugtocht.
Daarom sloot hij met de Franse generaal een wapenstilstand. Nadien brak in Napels een opstand van de Lazzaroni uit. Mack moest naar het Franse kamp vluchten. Hij werd als krijgsgevangene naar Dijon en dan naar Parijs gevoerd. In 1800 kon hij ontsnappen.

## Ulm

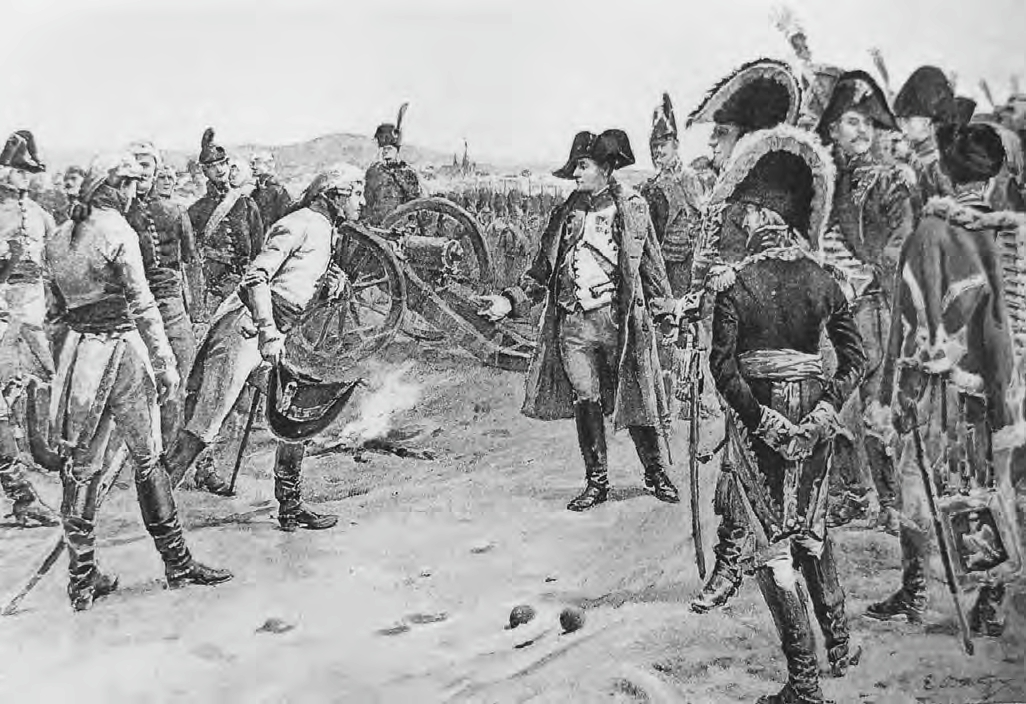
Mack geeft zich over te Ulm

In 1805 werd hij kwartiermeester van een 72.000 man sterk leger. Napoleon rukte met 200.000 man op in Zuid-Duitsland. De opdracht van keizer Franz luidde om snel naar de Iller op te rukken en Ulm te verdedigen. Mack marcheerde langs Memmingen. In de Slag bij Elchingen versloegen de Fransen op 14 oktober 1805 zijn leger. Mack verschanste zich te Ulm in plaats van naar Bohemen terug te trekken. Hij rekende erop dat Pruisen neutraal zou blijven en wist dat het Russisch leger van 35.000 man onder Michail Koetoezov al bij Braunau am Inn lag.
Op zondag oktober 1805 gaf Mack na de Slag bij Ulm Ulm over aan de Fransen. Onder de overblijvende 20.000 man waren Johann von Klenau, Ignácz Gyulay, prins Frederik VI van Hessen-Homburg, Johann Ludwig Alexander Freiherr von Laudon en Freiherr von Gottesheim, acht generaal-majoors, 3.000 ruiters, 273 artilleristen, 49 kanonnen, 50 munitiewagens en veel voorraad.
Mack werd vrijgelaten en reisde op 21 oktober over Augsburg naar Wenen. Hij nam afscheid van zijn generaals met de woorden: “Ik heb de Oostenrijkse monarchie gered en begeef mij nu naar zijne majesteit te Wenen.”
In Wenen werd hij voor de krijgsraad gedaagd en ter dood veroordeeld. Keizer Frans II van het Heilige Roomse Rijk schonk hem genade en zette de straf om in ontslag uit het leger en 20 jaar gevangenis.
Door bemiddeling van aartshertog Karel van Oostenrijk-Teschen kwam Mack al in 1808 vrij.
- Bibliothèque nationale de France: cb149563117 (data)
- Gemeinsame Normdatei: 116644109
- International Standard Name Identifier: 0000 0000 1384 4107
- Library of Congress Control Number: no2012043872
- Nationale Bibliotheek van Tsjechië: mzk2017937632
- Virtual International Authority File: 37672521
- WorldCat: E39PBJtxkc4336wxDcKfTP9kXd